# Marisa Román
María Román (sinh ngày 30 tháng 1 năm 1982 tại Caracas, Venezuela với tên María Isabel Román Bianchetti)  là một nữ diễn viên người Venezuela  được biết đến với vai diễn trong nhiều tác phẩm điện ảnh Venevisión do nhà văn nổi tiếng Leonardo Padrón viết và nhiều tác phẩm điện ảnh.

## Tiểu sử
Marisa bắt đầu diễn xuất từ năm 9 tuổi bằng cách diễn trong nhà hát thiếu nhi. Vai diễn đầu tiên của cô là trong telenovela Así es la vida vào năm 1998 do Laura Visconti Productions sản xuất cho Venevisión. Vai trò đột phá lớn của cô đến vào năm 2004 khi cô đóng vai trò là cặp song sinh Verónica và Maria Suspiro  trong bản telenovela Cosita Rica do Leonardo Padrón viết.
Năm 2006, Marisa đã có được vai diễn nhân vật chính đầu tiên của mình trong telenovela Ciudad Bendita do Leonardo Padrón viết. Sau đó, cô sẽ tham gia vào telenigsas La vida entera sau này của Leonardo vào năm 2009 và La tees perfecta vào năm 2010.
Sau khi tham gia La tees perfecta, Marisa chuyển đến Los Angeles ở Hoa Kỳ để tham gia vào nhiều tác phẩm điện ảnh và học diễn xuất để cải thiện tài năng diễn xuất của cô.
Năm 2013, Marisa trở lại Venezuela để đóng vai chính là nhân vật chính của Televovón De todas maneras Rosa của Venevisión.
Ngoài đóng phim telenovela, Marisa còn tham gia nhiều bộ phim khác nhau như Memorias de un Soldado, The Zero Hour, El Manzano Azul, Elipsis, trong số những người khác.